# Циганско градище
Циганско градище (на гръцки: Γυφτόκαστρο, Гифтокастро, в превод Циганска крепост), до 29 юни 1942 година Ченгене хисар (от турски: Циганска крепост), до 27 април 1945 година Грамада), е граничен връх в Родопите с височина 1827 м и едноименно тракийско светилище.
Благодарение на факта, че се намира в гранична зона и районът около върха е бил сравнително защитен от човешка намеса, флората и фауната са изключително запазени и богати. В района на връх Циганско градище е най-голямата популация на цветето-ендемит Родопски крем, което е сред причините местността да попадне в зоната „Натура 2000“ под обозначението BG0000372 съгласно Директива за хабитатите 92/43/ЕЕС от ноември 2006 г. Местни природозащитници учредяват сдружение в обществена полза „Инициатива Циганско градище”, което да работи целенасочено за опазването на защитената зона.